# Heinrich Schnorf
Heinrich Schnorf (* 1817 in Zürich; † 1850 in Uetikon am See) war ein Schweizer Chemieunternehmer aus der Industriellenfamilie Schnorf. Als kaufmännischer Leiter der Chemischen Fabrik Uetikon beteiligte er sich an der betriebswirtschaftlichen Entwicklung des Familienunternehmens in dessen Aufbauphase.

## Leben
Heinrich Schnorf wurde 1817 in Zürich als Sohn des Rudolf Schnorf (1788–1850) und der Susanna Trudel (1783–1829) geboren. Nach dem frühen Tod seiner Mutter im Jahr 1829 zog die Familie nach Uetikon am See. Sein Vater war Mitgründer der Chemischen Fabrik Uetikon, die 1818 entstanden war.
Nach einer kaufmännischen Lehre beim Handelshaus Tauenstein war Heinrich kurzzeitig an der Chemieabteilung der Universität Zürich tätig. 1835 trat er in die Fabrik ein und übernahm dort die Buchhaltung und administrative Aufgaben. Zusammen mit seinem Vater und seinem älteren Bruder Rudolf Schnorf-Hauser (1815–1894) bildete er ab 1838 die operative Leitung des Betriebs.
Heinrich Schnorf zeichnete sich durch eine präzise, vorsichtige und sachliche Arbeitsweise aus. Er galt als zuverlässiger Buchhalter, der bei geplanten Erweiterungen oder Investitionen regelmässig Bedenken anmeldete. Innerhalb des Führungstrios war er für die kaufmännische Stabilität und finanzielle Kontrolle zuständig – ein wichtiges Gegengewicht zur unternehmerisch ambitionierten Art seines Bruders Rudolf.

## Familie und Privatleben
Heinrich wuchs mit seinem Bruder und seiner Schwester im Elternhaus auf. Während sein Bruder Rudolf später eine Familie gründete und sieben Kinder hatte, wird Heinrich im familiären Kontext nur in der frühen Phase des Unternehmens erwähnt.
Neben seiner Arbeit in der Fabrik war Heinrich musikalisch aktiv. Er trat regelmässig in einem Tanzmusiktrio auf, gemeinsam mit seinem Bruder Rudolf und einem Angestellten der Fabrik. Er war bekannt als Sänger und Musiker, was auf ein lebendiges kulturelles Interesse und ein ausgeglichenes Privatleben schliessen lässt.

## Tod
Heinrich Schnorf starb im Jahr 1850 in Uetikon am See an den Folgen einer Blinddarmentzündung, im Alter von nur 33 Jahren. Sein Tod fiel zeitlich mit dem Ableben seines Vaters Rudolf zusammen. Damit fiel die Leitung der Fabrik vollständig in die Hände seines Bruders Rudolf, der die Firma in den folgenden Jahrzehnten zu einem bedeutenden Unternehmen der Schweizer Chemieindustrie ausbaute.